# Sheldon (Missouri)
Sheldon és una població dels Estats Units a l'estat de Missouri. Segons el cens del 2000 tenia 529 habitants.

## Demografia
Segons el cens del 2000, Sheldon tenia 529 habitants, 209 habitatges, i 146 famílies. La densitat de població era de 400,5 habitants per km².
Dels 209 habitatges en un 31,1% hi vivien nens de menys de 18 anys, en un 58,9% hi vivien parelles casades, en un 9,1% dones solteres, i en un 30,1% no eren unitats familiars. En el 26,3% dels habitatges hi vivien persones soles el 13,9% de les quals corresponia a persones de 65 anys o més que vivien soles. El nombre mitjà de persones vivint en cada habitatge era de 2,49 i el nombre mitjà de persones que vivien en cada família era de 3,03.
Per edats la població es repartia de la següent manera: un 26,7% tenia menys de 18 anys, un 8,3% entre 18 i 24, un 27,8% entre 25 i 44, un 19,3% de 45 a 60 i un 18% 65 anys o més.
L'edat mediana era de 38 anys. Per cada 100 dones de 18 o més anys hi havia 85,6 homes.
La renda mediana per habitatge era de 28.125 $ i la renda mediana per família de 34.286 $. Els homes tenien una renda mediana de 22.404 $ mentre que les dones 18.750 $. La renda per capita de la població era de 13.664 $. Entorn del 6,2% de les famílies i el 13,4% de la població estaven per davall del llindar de pobresa.

## Poblacions més properes
El següent diagrama mostra les poblacions més properes.